# Pigment

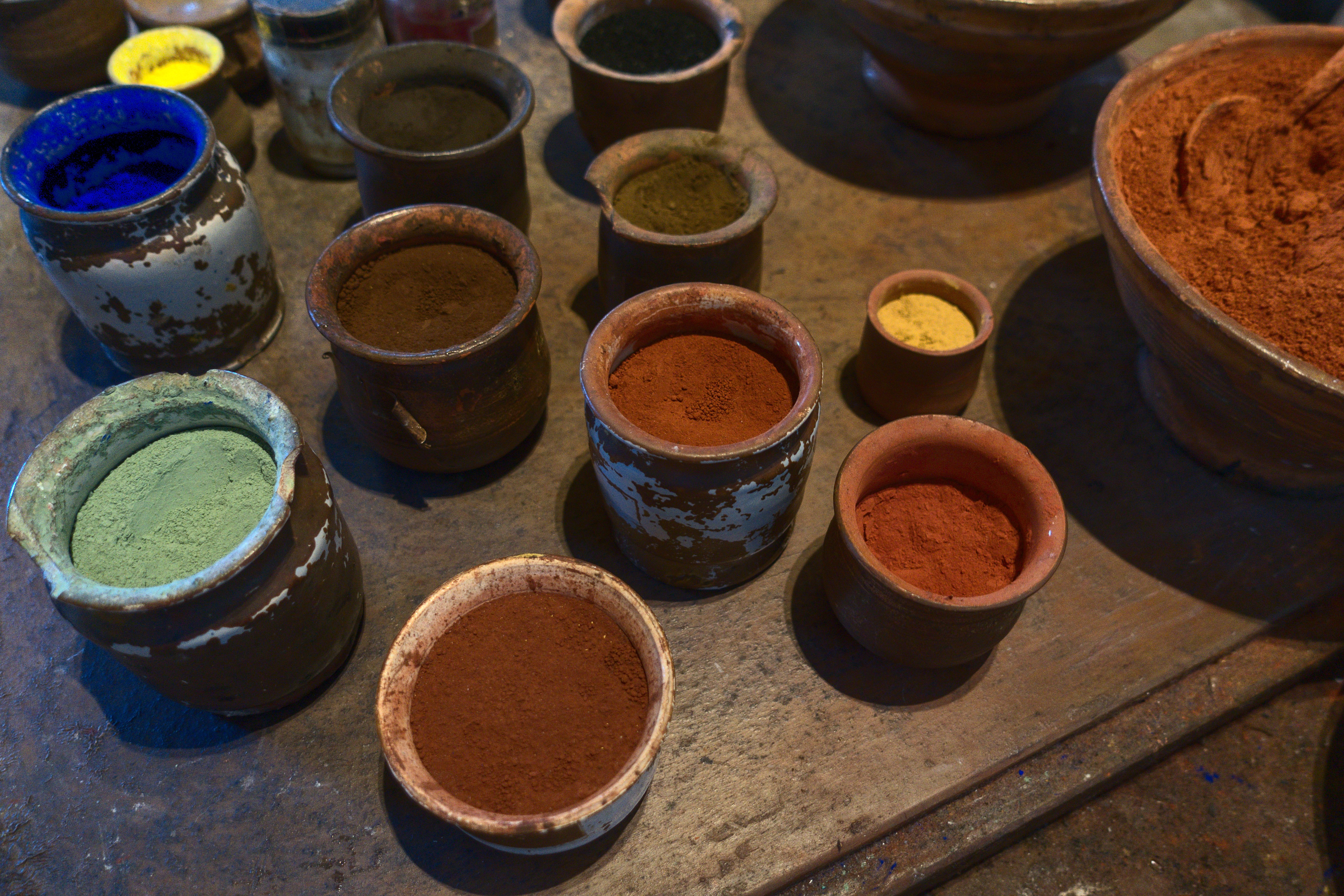
Pigmenten in het Rembrandthuis

Een pigment is een stof die, net als veel andere stoffen met een kleur, licht in bepaalde kleuren absorbeert en andere reflecteert. Pigmenten hebben een sterke kleur, zodat ze bruikbaar zijn om voorwerpen een andere of betere kleur te geven. Pigment wordt toegepast om materialen een kleur te geven.
Mensen hebben bepaalde stoffen met een duidelijke kleur gekozen om te gebruiken als pigment op basis van een aantal eigenschappen. Zo moet een pigment een sterke kleur kunnen geven aan het materiaal dat gekleurd moet worden. Ook moet een pigment stabiel zijn in vaste vorm in het temperatuurgebied voor de toepassing.
Sommige pigmenten worden in de natuur of in de bodem aangetroffen. Andere pigmenten worden kunstmatig gemaakt. Biologisch pigment wordt uit organismen gewonnen, dus uit dieren en planten, dat is voor organische pigmenten hetzelfde, maar die kunnen eventueel ook synthetisch worden gemaakt, terwijl anorganische pigmenten als mineraal worden gewonnen.

## Werking
Pigmenten ontlenen hun kleurwerking aan de absorptie van bepaalde golflengtes van het zichtbare licht. Een pigment dat alle golflengten absorbeert heeft een zwarte kleur, een pigment dat alle golflengten reflecteert is wit. Een pigment dat vooral rode, oranje en gele golflengtes absorbeert, zal een groenblauwe kleur vertonen. Het pigment vertoont dus de kleur van het licht dat erop reflecteert.
In tegenstelling tot kleurstoffen hechten pigmenten zich als regel slecht aan het te kleuren object, er is meestal een bindmiddel nodig. Ook worden pigmenten als regel niet opgelost zoals kleurstoffen, maar gedispergeerd. Pigmenten blijven dan bestaan als kleine korrels. De korrelgrootte bepaalt daarbij ook nog deels de kleur.
Pigmenten komen van nature voor in de cellen van planten of dieren. Bijna alle cellen aan het oppervlak van een mens bevatten pigment, zoals de huid, ogen en vooral ook het haar. Mensen of dieren die geen pigment bevatten worden albino genoemd.

## Toepassing

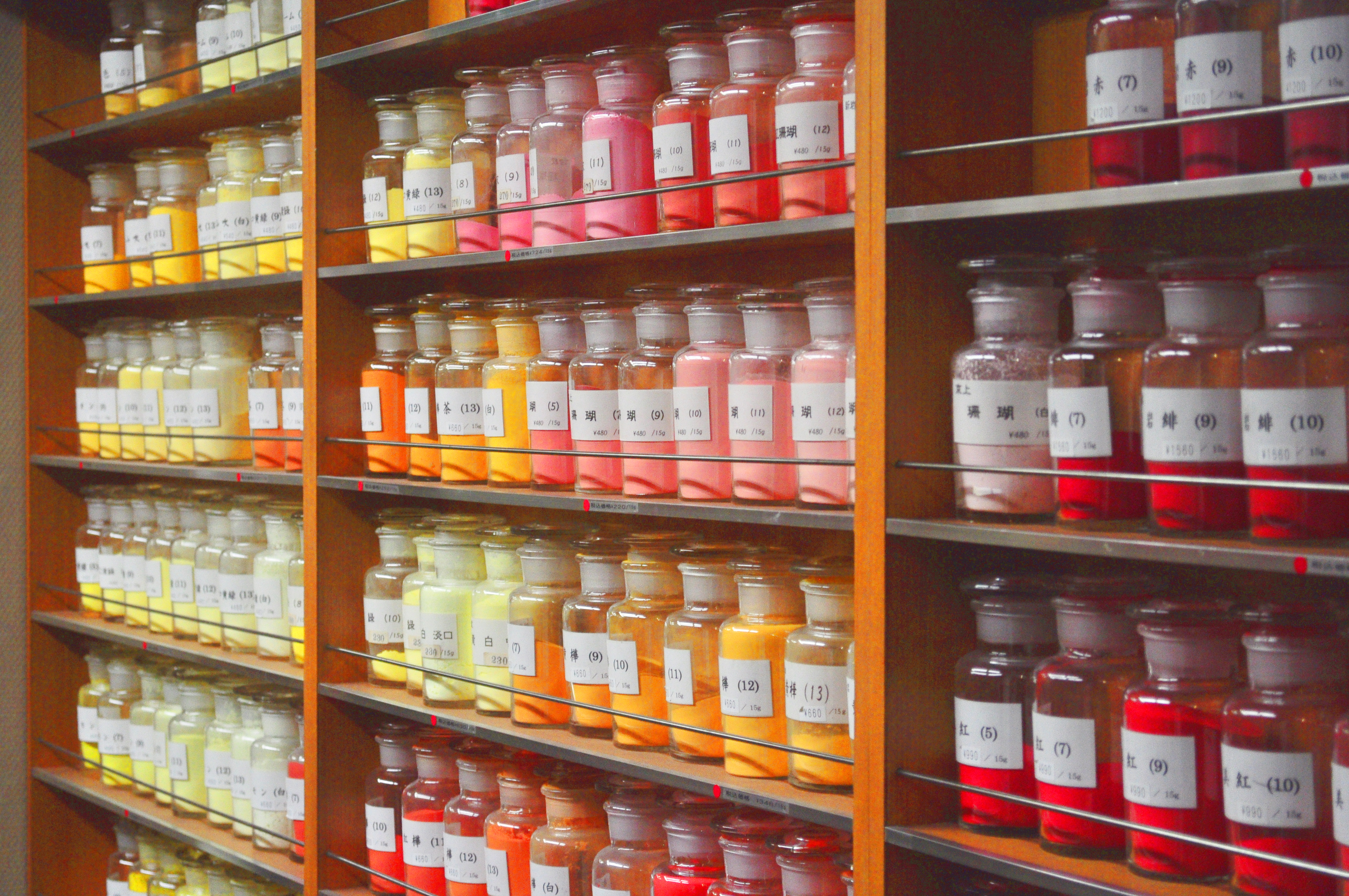
Pigmenten in potten in een winkel

Voor het kleuren van verf, drukinkt, make-up, kunststoffen, en veel andere materialen worden pigmenten gebruikt. In de meeste gevallen is een pigment een niet in water oplosbaar poeder. Er bestaan zowel natuurlijke als synthetische pigmenten. Natuurlijke pigmenten kunnen een organische oorsprong hebben, maar worden ook vaak gewonnen als mineraal. Om geschikt te zijn als pigment voor de genoemde toepassingen, moet het een stabiele verbinding zijn die niet door bindmiddelen of andere pigmenten wordt aangetast. Evenmin mag het pigment oxideren onder invloed van de zuurstof in de lucht. Ten slotte moet de kleur lichtecht zijn, en niet onder invloed van zonlicht verbleken. 
De meeste pigmenten hebben wel enige beperkingen, het ideale pigment bestaat niet, zeker niet in alle kleuren. Pigmenten worden toegepast in verven voor het schilderen, het maken van papier en alle andere productieprocessen waarbij materialen een kleur krijgen. 

## Milieu en gezondheid
Omwille van steeds stringentere milieu-, veiligheids- en gezondheidseisen zijn veel anorganische pigmenten die zware metalen bevatten niet langer toegestaan. Regelmatig worden de eisen aangescherpt. 
Zo is loodhoudende verf in Nederland binnenshuis verboden sinds 1934. Later werd het gebruik van loodverf verder aangescherpt en rond 1980 voor alle toepassingen verboden in België en andere delen van de EU, op grond van Europese regelgeving. In het verleden heeft loodhoudende verf, milieu- en gezondheidsschade veroorzaakt, en oude verflagen kunnen nog gezondheidseffecten veroorzaakt, vooral bij kinderen omdat de loodhoudende verf zoet smaakt.
De cadmiumpigmenten, met hun zeer sterke kleuren, vervingen het zeer giftige kwikhoudende pigment vermiljoen. Maar ook deze cadmiumpigmenten zijn voor veel toepassingen verboden. Voor onder andere kunstschilders is cadmiumhoudende verf nog te koop in 2023.
Vanaf 2023 zijn - als ander voorbeeld - de stoffen Pigment Blauw 15:3 (koper(III)ftalocyanine) en Pigment Groen 7 (eveneens ftalocyanine, maar dan groen) verboden als middel bij tatoeëren.

## Indeling pigmenten
Pigmenten kunnen organisch of anorganisch zijn. Biologisch pigment is organisch.

### Anorganische pigmenten
Anorganische pigmenten werden oorspronkelijk gewonnen uit mineralen. Deze pigmenten bestaan meestal uit oxides van metalen. Bekende voorbeelden van, uit mineralen gewonnen, anorganische pigmenten zijn omber of umber, gele oker, rode oker en Rauwe sienna. Een ander pigment is cadmiumsulfide ofwel cadmiumgeel dat deel uitmaakt van de cadmiumpigmenten met kleuren die lopen via geel, oranje en rood naar kastanjebruin. Daarnaast bestaat kobaltblauw ofwel een mengsel van kobalt(II)oxide en aluminiumoxide. Titaanwit oftewel titanium(IV)oxide is eveneens bekend, net zoals zinkwit oftewel zinkoxide.
Tegenwoordig worden anorganische pigmenten meestal synthetisch geproduceerd.

### Organische pigmenten
Organische pigmenten bevatten koolstofverbindingen en waren oorspronkelijk afkomstig van dieren of planten. Vanaf de opkomst van de chemische industrie (sinds ongeveer 1950) worden ze synthetisch gemaakt. Bekende voorbeelden van organische pigmenten zijn sepia (dierlijk) en kraplak (plantaardig). Bekende voorbeelden van synthetische organische pigmenten zijn: alizarine, azopigmenten (het gele, oranje en rode kleurgebied), ftalocyanine (blauwe en groene kleurgebied) en chinacridon (een lichtecht roodviolet pigment).
Organische pigmenten die een metaalatoom bevatten:
- Chlorofyl (bladgroen)
- Bilirubine
- Hemocyanine
- Hemoglobine

Overige organische pigmenten
- Alfa- en bètacaroteen
- Azopigment
- Anthocyaan
- Cochenille (ofwel Karmijn)
- Erytrosine
- Luciferine (lichtgevend pigment)
- Melanine
- Rodopsine
- Ureum

## Geschiedenis

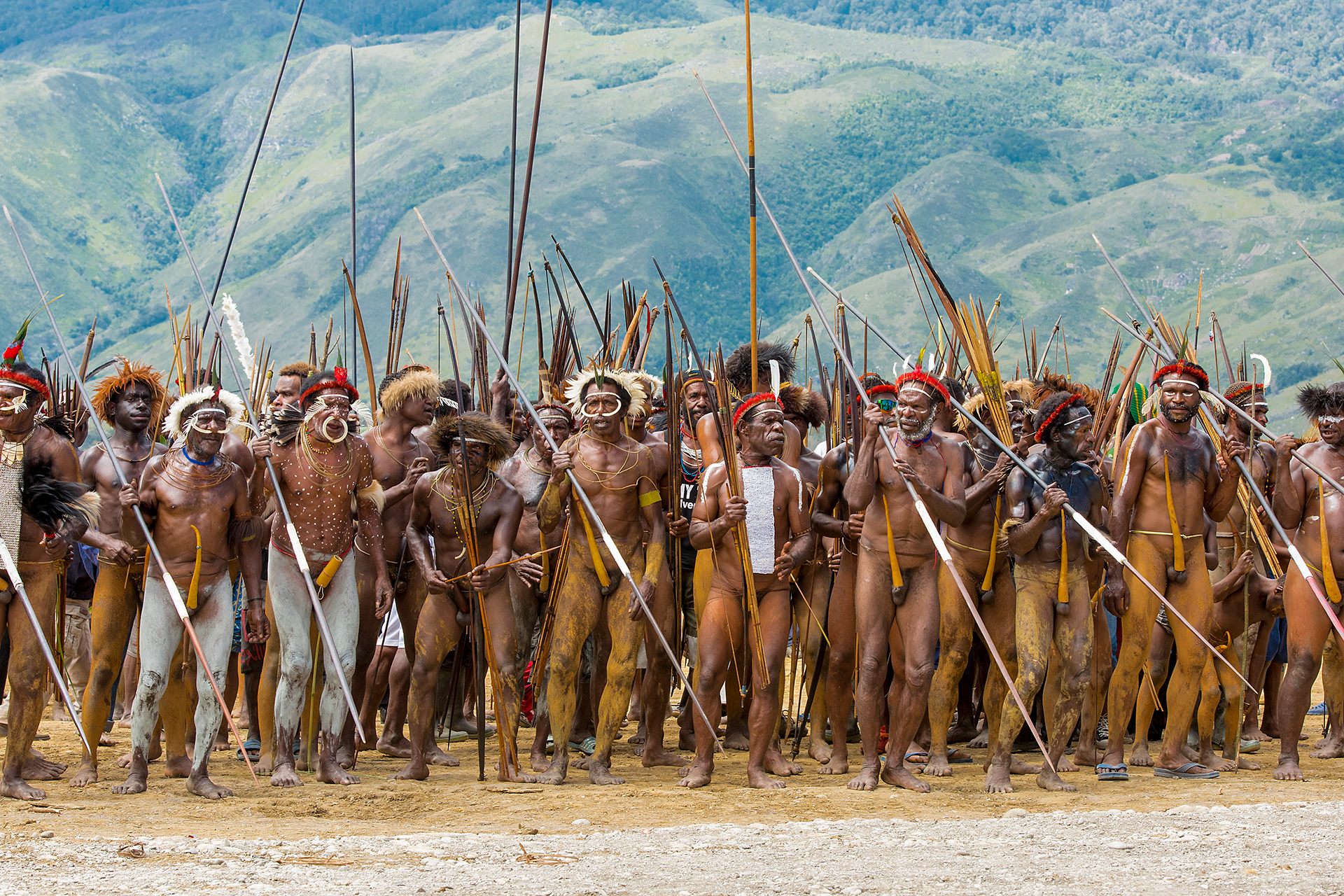
De huid kleuren met pigmenten is een zeer oude toepassing

### Prehistorie
De stoffen en chemische verbindingen die voor de kleuring zorgen, bestaan klaarblijkelijk al miljarden jaren. Organische pigmenten zijn door de evolutie ontstaan, vaak juist doordat ze een bepaalde biologische functie bezitten. Een culturele functie kregen pigmenten vermoedelijk pas door menselijke activiteiten. De eerste mensensoort waarvan bekend is dat hij pigmenten toepaste, was Homo heidelbergensis waarvan twee klompen rode oker zijn teruggevonden in de Olduvaikloof, een half miljoen jaar oud. Het rode pigment kan een symbool geweest zijn voor bloed en leven. Ook later zouden culturen met die symbolische betekenis huid en botten met rode oker insmeren. Opvallend is dat het pigment in natuurlijke toestand als gele oker voorkomt. De rode kleur werd kennelijk opzettelijk aangemaakt door de oker te verhitten, te "branden". Het was een van de voordelen van de menselijke vuurbeheersing. Op de vindplaats van Terra Amata in Frankrijk zijn vijfenzeventig klompen oker gevonden die verschillende stadia van verhitting toonden, wat een spectrum van geel tot oranje naar rood opleverde. Bij fossielen van de latere Neanderthaler zijn brokken bruin mangaanhoudend gesteente aangetroffen die ook voor kleuring gebruikt zouden kunnen zijn, als een pigment dat tegenwoordig nog bekend staat als Keulse aarde.

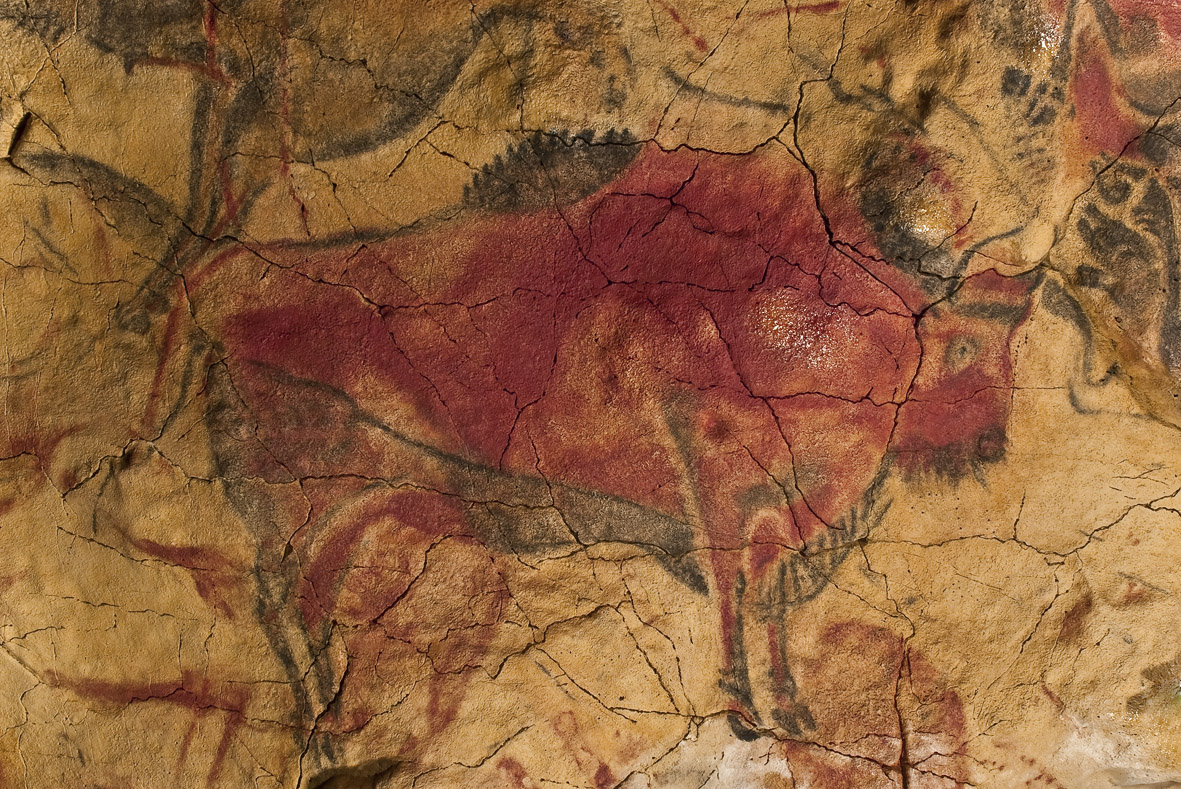
Grotschildering uit Altamira

Van begin af aan moeten pigmenten in economische zin "schaarse" goederen geweest zijn, dat wil zeggen dat een zekere investering in tijd en lichamelijke inspanning vereist was om ze te verwerven en gebruiken. In de loop der geschiedenis kregen pigmenten een steeds groter economisch belang. Er ontstonden mijnen om ze te delven en toen de landbouw was uitgevonden kweekte men die planten welke gewilde kleuren verschaften. Technologische vooruitgang maakte het mogelijk gekleurde producten te fabriceren, vooral kleding, die profijtelijk geruild of verkocht konden worden. Het werd winstgevend pigmenten over grote afstanden te verhandelen. Soms waren pigmenten zeldzaam en duur en kleding met zo'n pigment te dragen werkte statusverhogend.

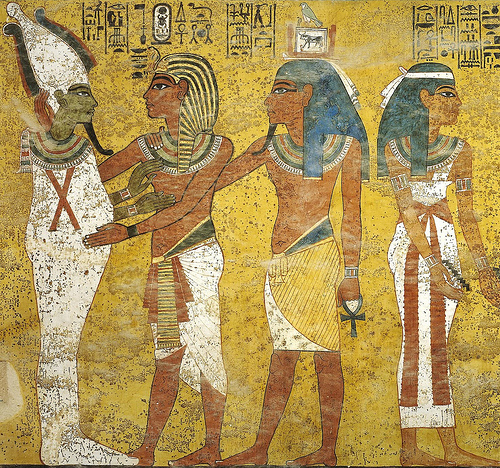
Egyptische muurschildering

Tegen de zeventigduizend jaar geleden duiken de eerste grotschilderingen op, kennelijk gemaakt door Neanderthalers. Het "palet", de reeks van gebruikte pigmenten, was bij grotschilderingen nog beperkt: naast de okers en mangaanbruin betreft het zwarte koolstof en witte kalk of klei zoals kaolien. Fijne koolstof werd gewonnen door botten of droge ranken door verhitting te verkolen. De aardkleuren zouden steeds populair blijven want ze zijn goedkoop, makkelijk te verkrijgen, geheel lichtecht en nuttig voor weergeven van dieren, landschapselementen en de menselijke huid. Intensere kleuren werden verkregen door gesteenten te vergruizelen zoals het dieprode hematiet en het gele goethiet. Die stenen werden al door handel verworven nadat ze in speciale mijnen gedolven waren. Overigens zouden echte paletten, in de vorm van schelpen waarop pigmenten gemengd worden, al 115 000 jaar geleden door neanderthalers gebruikt zijn.

### Oudheid

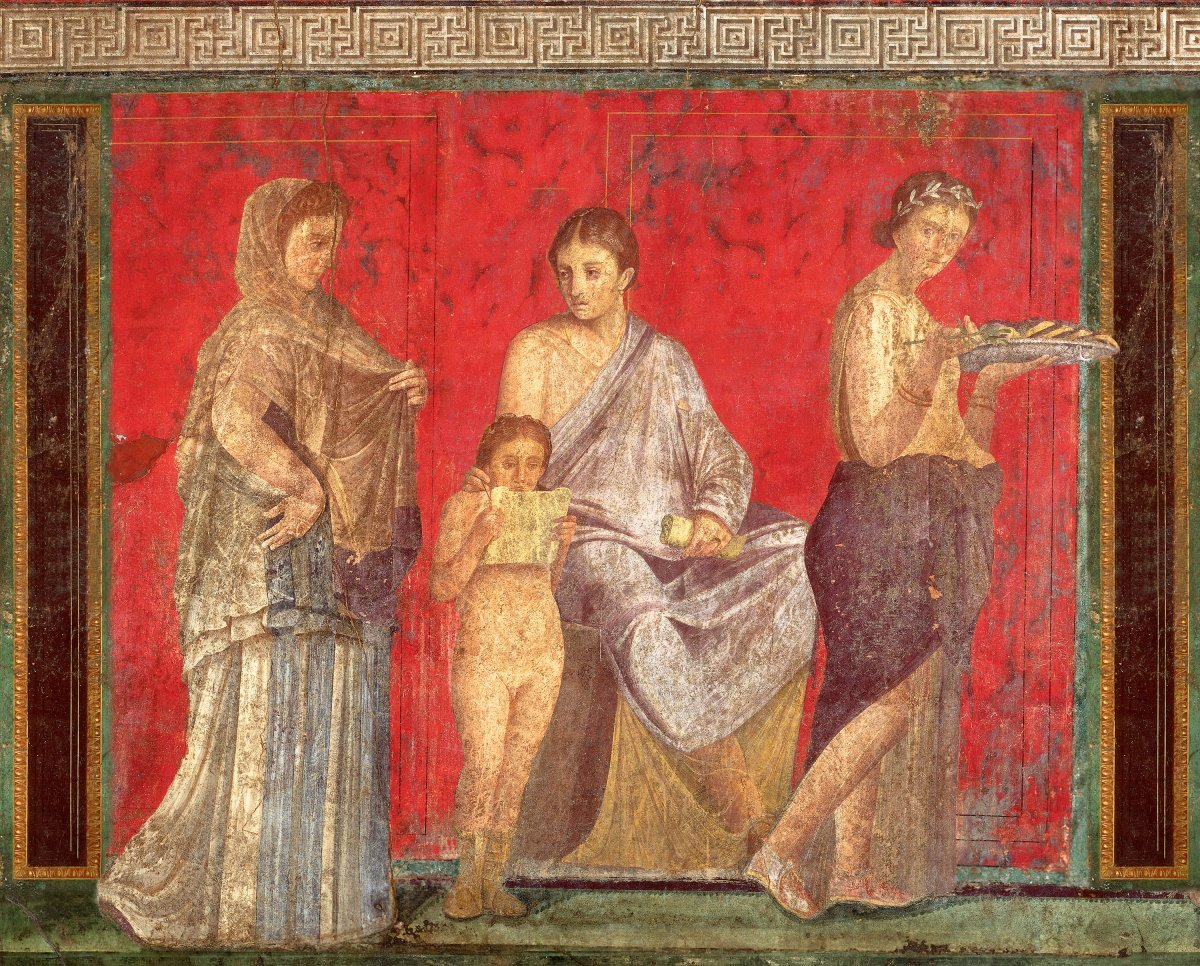
Romeinse muurschildering met vermiljoen in Pompeï

Sommige van eerste oude beschavingen, vooral het Oude Egypte en de Minoïsche beschaving, versierden hun gebouwen met muurschilderingen die nu nog bestaan. Die laten zien dat het aantal pigmenten toenam. Nu was het ook mogelijk de kleur cyaan af te beelden, door het pigment Egyptisch blauw waarmee ook beelden geëmailleerd werden. Egyptisch blauw is wellicht het eerste synthetische pigment, vervaardigd uit kopervijlsel, zand en natron. Het pigment lijkt op het Mayablauw waarmee de Maya's wat later hun muren beschilderden. Loodwit is vermoedelijk het tweede synthetische pigment. Andere pigmenten, die door de Egyptenaren als kristal werden gedolven zijn het blauwe azuriet, het groene malachiet, het oranje realgaar en het gele orpiment. Dat laatste werd ook in cosmetica gebruikt, hoewel het zeer giftig was. Egyptenaren gebruikten verder pigmenten om manuscripten op papyrus te verluchten. Ze hadden ook vier expliciete kleurconcepten rood/geel, groen/blauw, zwart en wit en de daarop gebaseerde kleurensymboliek kan beïnvloed zijn geweest door de pigmenten die beschikbaar waren. Rond dezelfde tijd begonnen culturen pigmenten te gebruiken om glas te kleuren.

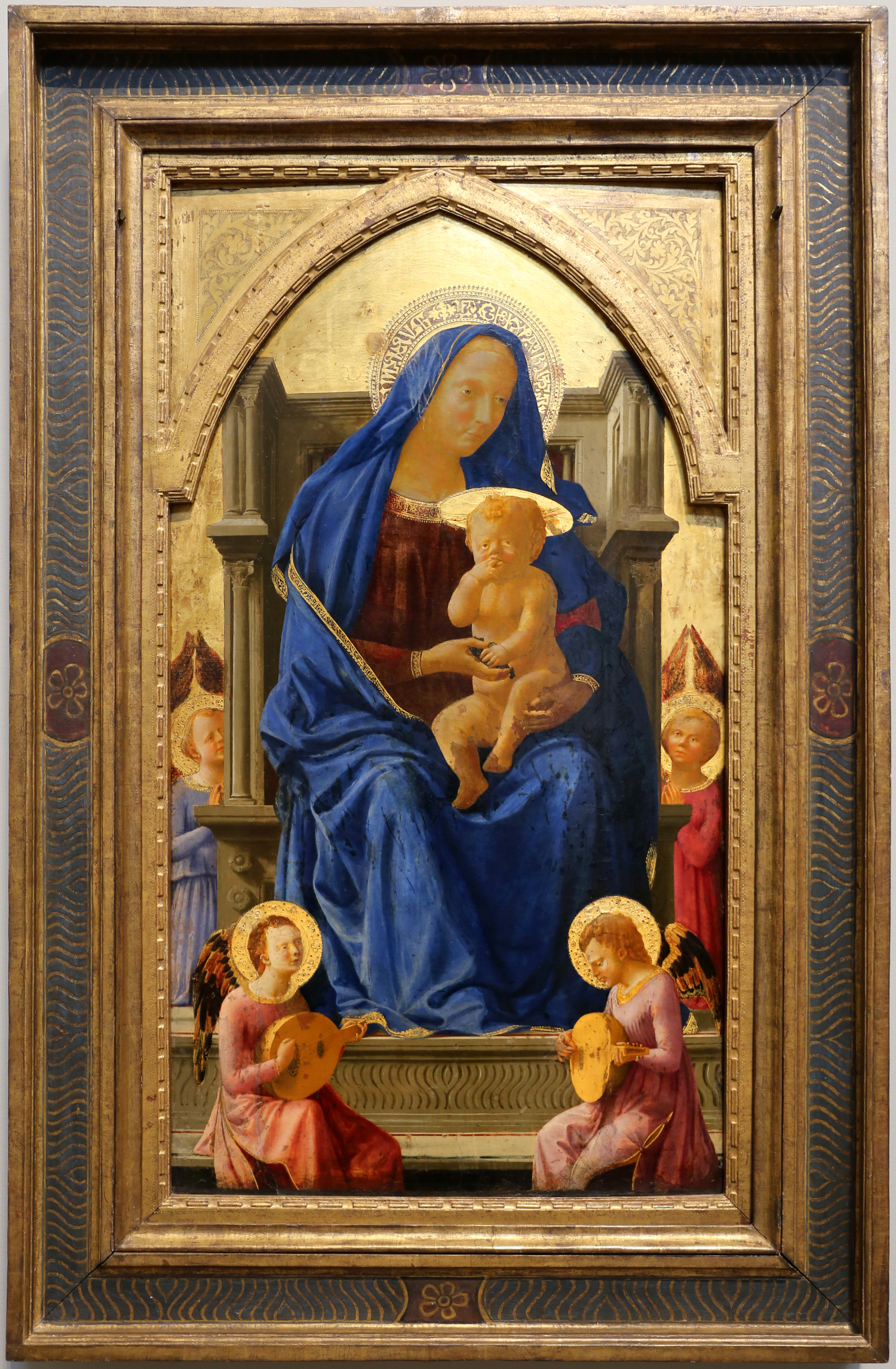
De mantel van Maria in ultramarijn op dit schilderij van Masaccio

In de klassieke oudheid werd het aantal algemeen toegepaste pigmenten nog uitgebreid. Het rode vermiljoen was al bekend van China, de Levant en Assyrië maar het winnen ervan bouwde het Romeinse Rijk uit tot een zeer winstgevende industrie. De Romeinen ontwikkelden ook een felgroen pigment, het groenspaan. De Grieken en Romeinen beschilderden met pigmenten hun marmeren beelden veelkleurig die dus polychroom waren in plaats van beschaafd beige zoals ze vaak worden voorgesteld. De Romeinen hadden hun eigen kleursymboliek waarin purper een aparte rol speelde, een kleur die uiteindelijk voorbehouden zou worden aan de keizer; maar dat was een kleurstof van kleding, geen pigment. Van de Romeinen zijn de oudste nog bekende geschriften overgeleverd die pigmenten bespreken, in het werk van Plinius de Oudere.

### Middeleeuwen en Barok
In de vroege middeleeuwen ging door de ineenstorting van het Romeinse Rijk in het Westen de kennis verloren hoe sommige pigmenten te fabriceren. De islamitische cultuur echter behield vaak de productiemethoden of breidde die nog uit. Zo leerde men het kostbare lapis lazuli tot ultramarijnblauw om te werken. Loodtingeel werd ontdekt. Met kobalt blauw gekleurd glas werd vergruizeld tot het pigment smalt. 

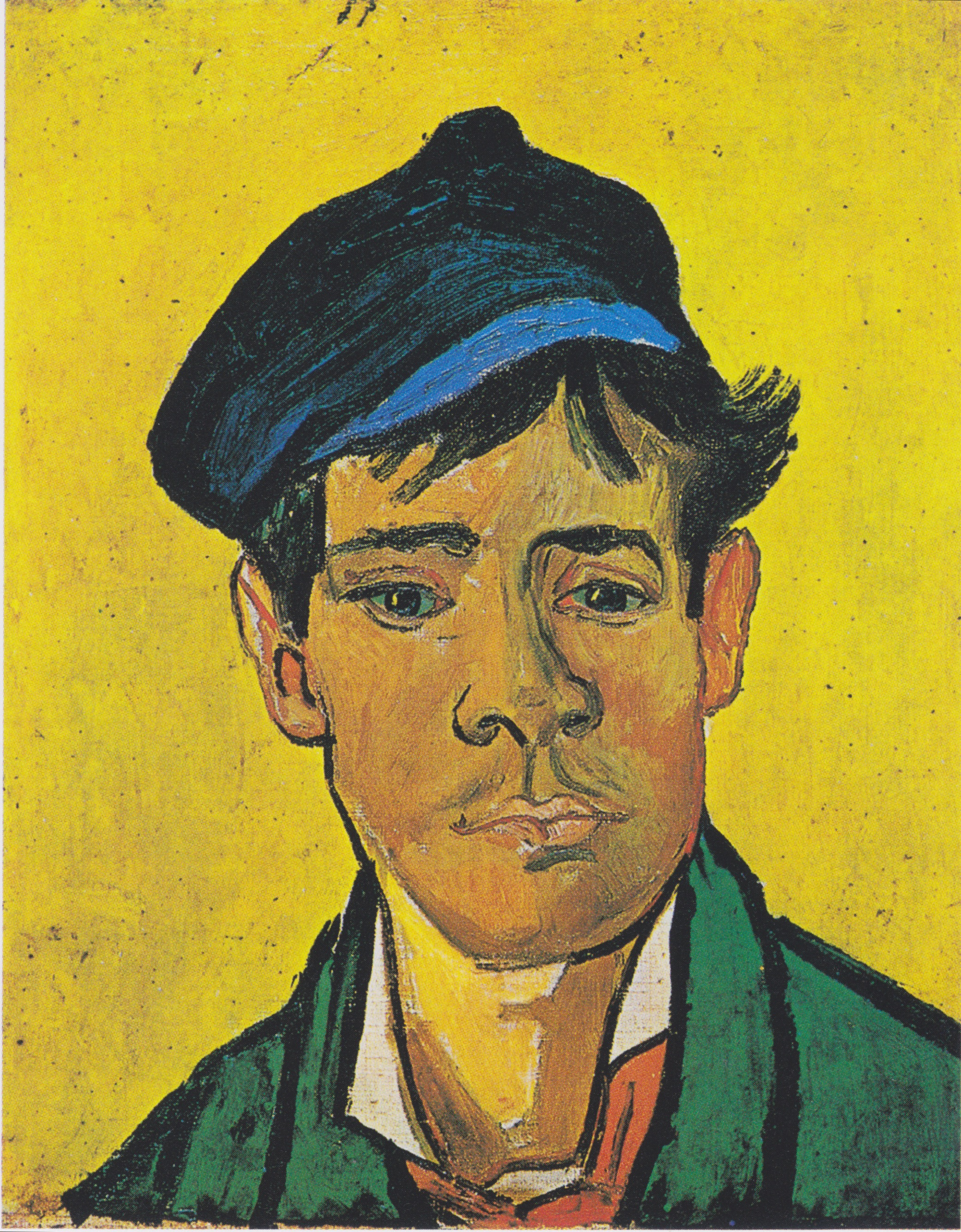
Eind negentiende eeuw maakte de nieuwe reeks kleuren een veel grotere expressie mogelijk

Het verschil tussen pigmenten en kleurstoffen vervaagde door de overname van de oude Chinese techniek om gekleurde lakken te koken die aansloot bij het in de late middeleeuwen opkomende medium olieverf. Rode lak werd gemaakt door kleuring met kraplak, kermes of cochenille. Dat laatste werd met enorme winsten verhandeld uit Amerika en door de Europeanen ontdekt in de tijd van de ontdekkingsreizen. Ondanks het grote economische belang van die hele ontwikkeling was het palet in de vroegmoderne tijd toen de werken van de oude meesters werden vervaardigd nog niet wezenlijk gewijzigd. In die tijd werden ook de eerste kleurenleren opgesteld. Dat toen de meest felle pigmenten vermiljoen en ultramarijn waren, kan de misvatting in de hand gewerkt hebben dat de primaire kleuren, naast geel, uit rood en blauw bestonden in plaats van magenta en cyaan.

### Verlichting en Industriële revolutie
De situatie veranderde in de achttiende eeuw, de tijd van de Verlichting, fundamenteel door de opkomst van de moderne scheikunde. Eerst nog onbekende elementen werden ontdekt. Elementen werden gericht gecombineerd tot nieuwe stoffen in systematische onderzoeksprogramma's. Sommige daarvan bleken nuttige pigmenten te zijn. Regeringen begonnen geleerden de opdracht te geven nieuwe gekleurde stoffen te ontwikkelen voor industriële productie. Dat resulteerde in een snelle uitbreiding van de reeks beschikbare pigmenten. Een van de eerste was in 1706 Pruisisch blauw. In 1730 werd het element kobalt ontdekt. In 1775 volgde hierop kobaltblauw, in 1789 ceruleumblauw. In 1826 werd synthetisch ultramarijn uitgevonden nadat daarvoor een prijs was uitgeloofd. Bij groene pigmenten deed zich een gelijksoortige ontwikkeling voor. In 1775 ontdekte men Scheelesgroen, in 1800 Veronesegroen, beide op basis van arsenicum. In 1797 werd het element chroom ontdekt; in 1812 volgde het pigment chromoxidegroen en tegen 1838 vert émeraude. Eveneens een chroomverbinding is het in 1804 ontdekte chromaatgeel. In 1817 werd het element cadmium ontdekt en meteen ook cadmiumgeel; in 1892 cadmiumrood dat vermiljoen geheel zou verdringen. In de tweede helft van de negentiende eeuw werden ook nieuwe paarse tinten gemaakt. Belangrijke pigmenten behoorden tot de groep van de kobaltvioletten: kobaltarsenaat gevonden in 1855 en kobaltfosfaat uit 1859; later volgde kobaltammoniumfosfaat. In 1869 werd het goedkopere mangaanviolet ontdekt. De bovenstaande anorganische pigmenten werden niet alleen voor schilderijen ingezet maar ook voor een steeds massalere industriële productie te beginnen met behangselpapier en meubels en eindigend in een situatie dat vrijwel ieder product voorzien werd van een speciaal eigen kleurtje.
In de negentiende eeuw was er ook een snelle groei van het aantal organische kleurstoffen en pigmenten. Dat nam vooral een grote vlucht na de ontdekking van mauveïne in 1856. Een grondstof daarvoor was steenkoolteer en daarmee werd de grondslag gelegd voor de moderne chemische industrie en een explosie aan nieuwe verbindingen voor medicijnen, pesticiden, brandstoffen en smaakstoffen — en een vloed aan verdere kleurstoffen die door kleuring van substraatpoeder in een pigment konden worden omgezet. In 1868 werd synthetisch alizarine ontwikkeld. Kort daarop volgden xantheenverbindingen zoals eosinen en rhodaminen. Deze hebben nog altijd talloze toepassingen. Een belangrijke klasse zijn de gele en rode azopigmenten en disazopigmenten waaronder diarylpigmenten. Verder is er naftolrood.